# SOAP
SOAP (от англ. Simple Object Access Protocol — простой протокол доступа к объектам) — протокол обмена структурированными сообщениями в распределённой вычислительной среде. Первоначально SOAP предназначался в основном для реализации удалённого вызова процедур (RPC). Сейчас протокол используется для обмена произвольными сообщениями в формате XML, а не только для вызова процедур. Официальная спецификация последней версии 1.2 протокола никак не расшифровывает название SOAP.
SOAP является расширением протокола XML-RPC.
SOAP может использоваться с любым протоколом прикладного уровня: SMTP, FTP, HTTP, HTTPS и др. Однако его взаимодействие с каждым из этих протоколов имеет свои особенности, которые должны быть определены отдельно. Чаще всего SOAP используется поверх HTTP.
SOAP является одним из стандартов, на которых базируются технологии веб-служб.

## Структура протокола
Сообщение SOAP выглядит так:

Структура SOAP-сообщения

- Envelope — корневой элемент, который определяет сообщение и пространство имен, использованное в документе.
- Header — содержит атрибуты сообщения, например: информация о безопасности или о сетевой маршрутизации.
- Body — содержит сообщение, которым обмениваются приложения.
- Fault — необязательный элемент, который предоставляет информацию об ошибках, которые произошли при обработке сообщений.

## Пример
Пример SOAP-запроса на сервер интернет-магазина:
```
<?xml version="1.0" encoding="utf-8"?>

<soap:Envelope
 
xmlns:xsi=
"http://www.w3.org/2001/XMLSchema-instance"
 
xmlns:xsd=
"http://www.w3.org/2001/XMLSchema"
 
xmlns:soap=
"http://schemas.xmlsoap.org/soap/envelope/"
>

   
<soap:Body>

     
<getProductDetails
 
xmlns=
"http://warehouse.example.com/ws"
>

       
<productID>
12345
</productID>

     
</getProductDetails>

   
</soap:Body>

</soap:Envelope>

```

Пример ответа:
```
<?xml version="1.0" encoding="utf-8"?>

<soap:Envelope
 
xmlns:xsi=
"http://www.w3.org/2001/XMLSchema-instance"
 
xmlns:xsd=
"http://www.w3.org/2001/XMLSchema"
 
xmlns:soap=
"http://schemas.xmlsoap.org/soap/envelope/"
>

   
<soap:Body>

     
<getProductDetailsResponse
 
xmlns=
"http://warehouse.example.com/ws"
>

       
<getProductDetailsResult>

         
<productID>
12345
</productID>

         
<productName>
Стакан
 
граненый
</productName>

         
<description>
Стакан
 
граненый.
 
250
 
мл.
</description>

         
<price>
9.95
</price>

         
<currency>

             
<code>
840
</code>

             
<alpha3>
USD
</alpha3>

             
<sign>
$
</sign>

             
<name>
US
 
dollar
</name>

             
<accuracy>
2
</accuracy>

         
</currency>

         
<inStock>
true
</inStock>

       
</getProductDetailsResult>

     
</getProductDetailsResponse>

   
</soap:Body>

</soap:Envelope>

```

## Недостатки
- Использование SOAP для передачи сообщений увеличивает их объём и снижает скорость обработки. В системах, где скорость важна, чаще используется пересылка информации в менее многословных форматах, вплоть до бинарных, и зачастую по более быстрым базовым протоколам, например UDP.